# Horrified
 (mars 2025).
Si vous disposez d'ouvrages ou d'articles de référence ou si vous connaissez des sites web de qualité traitant du thème abordé ici, merci de compléter l'article en donnant les références utiles à sa vérifiabilité et en les liant à la section « Notes et références ».

Horrified est un album de Repulsion sorti en 1989 sur le label Necrosis (qui était un sous-label d’Earache géré par Carcass), puis réédité deux fois sur Relapse, d’abord en 1992, sous une pochette différente, puis en 2003. Cet album est en fait une nouvelle sortie de la démo Slaughter of the innocent, enregistrée et diffusée à un nombre d’exemplaires restreint pendant l’été 1986.

## Liste des titres
Horrified (1989)
1. The Stench Of Burning Death
2. Eaten Alive
3. Acid Bath
4. Slaughter Of The Innocent
5. Decomposed
6. Radiation Sickness
7. Splattered Cadavers
8. Festering Boils
9. Pestilent Decay
10. Crematorium
11. Driven To Insanity
12. Six Feet Under
13. Bodily Dismemberment
14. Repulsion
15. The Lurking Fear
16. Black Breath
17. Maggots In Your Coffin
18. Horrified
19. Black Nightmare (sur l'édition de 1992)